# 신들의 전쟁 (소설)
《신들의 전쟁》(영어: American Gods 미국의 신들[*])은 닐 게이먼의 2001년 장편소설이다. 미국, 신화, 판타지를 소재로, 이민자들을 따라 미국 땅으로 건너온 전 세계의 신들이 현대에 새롭게 태어난 신들과 미국 대륙을 놓고 전쟁을 벌인다는 이야기를 담고 있다. 대한민국에는 황금가지에서 장용준 번역으로 출간되었다. 2002년 휴고상, 네뷸러상, 로커스상을 수상하였다. 2017년에는 미국 스타즈 채널에서 TV 드라마로 제작되었다.